# Aliko Bala
Aliko Bala (Jos, 27 februari 1997) is een Nigeriaans voetballer die bij voorkeur als aanvaller speelt. Hij tekende in 2016 bij SV Zulte Waregem.

## Clubcarrière
Bala kreeg in Nigeria zijn voetbalopleiding bij de GBS Football Academy. In 2015 trok hij naar het Slowaakse AS Trenčín. Op 26 januari 2017 tekende de Nigeriaan bij SV Zulte Waregem. Hij verbond zich tot 2020 aan de West-Vlaamse club. Op 18 februari 2017 debuteerde de vleugelspeler in de Jupiler Pro League
tegen Sint-Truiden. Hij viel na 86 minuten in voor Lukas Lerager. Op 4 maart 2017 mocht Bala opnieuw invallen, ditmaal in de thuiswedstrijd tegen KVC Westerlo.